# Dipartimento di Bounkiling
Il dipartimento di Bounkiling (fr. Département de Bounkiling) è un dipartimento del Senegal, appartenente alla regione di Sédhiou. Il capoluogo è la città di Bounkiling. Il dipartimento venne creato nel 2008 con parte del dipartimento di Sédhiou.
Il dipartimento di Bounkiling comprende (al 2012) 3 comuni e 3 arrondissement.
comuni:
- Bounkiling
- Madina Wandifa
- Ndiamacouta

arrondissement:
- Boghal
- Bona
- Diaroumé